# A Believer in Dreams
A Believer in Dreams è un cortometraggio muto del 1914 diretto da Joseph W. Smiley e prodotto dalla Lubin.

## Produzione
Il film fu prodotto dalla Lubin Manufacturing Company.

## Distribuzione
Distribuito dalla General Film Company, il film - un cortometraggio in una bobina - uscì nelle sale USA il 4 dicembre 1914.